# Rita Rocca
Rita Rocca (Roma, 22 maggio 1971) è una giornalista e autrice televisiva italiana.

## Biografia
Ha lavorato come inviata per alcune trasmissioni della Rai tra cui Porta a Porta di Bruno Vespa e Ballarò di Giovanni Floris. È laureata in Sociologia con indirizzo etnico antropologico. Ha collaborato come ricercatrice presso il Censis di Roma. Ha realizzato documentari e reportage per programmi di Rai 3 tra cui C'era una volta e Scala Mercalli. Per Rai 5/Rai Cultura/Speciale TG1 è stata autrice e regista di alcuni docu-film su David Bowie: Bowienext - Nascita di una galassia (2018) e David Bowie - London Boy (2021) e del documentario sul coreografo- danzatore inglese Lindsay Kemp dal titolo Lindsay Dances - Il teatro e la vita secondo Lindsay Kemp (2020). Ha incontrato David Bowie negli studi della Rai diverse volte. Ha scritto assieme a Francesco Donadio il libro tratto dal docufilm Bowienext - Interviste ricordi testimonianze sull'uomo delle stelle edito da Arcana Edizioni (2019). Nel 2021 ha realizzato per Rai5/Rai cultura un secondo film su David Bowie https://www.raiplay.it/video/2021/01/In-Scena--David-Bowie---London-Boy-8724338d-b018-42b2-8c08-18d5216080dc.html.
Il suo ultimo documentario sui personaggi dello spettacolo e della cultura è stato trasmesso il 23 dicembre 2023 ed è' dedicato al poliedrico artista italiano Elio Pandolfi https://www.raiplay.it/video/2023/12/In-Scena-Elio-Pandolfi-5202c4d5-a2c0-4908-997d-3fd60d8c8314.html.
È stata per tre anni una degli inviati del programma Mi manda Raitre. per il quale ha realizzato numerose inchieste. Si è occupata di ambiente, cambiamento climatico, benessere animale e sofisticazioni alimentari. Sui temi di energia e sostenibilità ambientale è stata autrice di una serie per Rai Educational dal titolo "Pianeta Energia" (2004). Su alimentazione e benessere animale ha firmato inchieste trasmesse dal magazine di Mediaset "2000 Fatti e personaggi". Per il programma di Rai3 "Indovina chi viene a cena" ha realizzato inchieste sul traffico di specie esotiche e sulla pesca di frodo nel fiume Po.1 p (2021). Attualmente è una degli inviati del programma di Rai1 XXI Secolo scritto e condotto dal giornalista Francesco Giorgino. Ha condotto programmi radiofonici su Rai RadioUno ed il Giornale Radio Rai.